# Калтарак (приток Ушпы)
Калтарак (в верховье — Большой Калтарак) — река в России, протекает по Турочакскому району Республики Алтай. Устье реки находится в 12 км по правому берегу реки Ушпа. Длина реки составляет 12 км.

## Данные водного реестра
По данным государственного водного реестра России относится к Верхнеобскому бассейновому округу, водохозяйственный участок реки — Бия, речной подбассейн реки — Бия и Катунь. Речной бассейн реки — (Верхняя) Обь до впадения Иртыша.